# Ориноко
2°19′5″ пн. ш. 63°21′42″ зх. д. / 2.31806° пн. ш. 63.36167° зх. д.

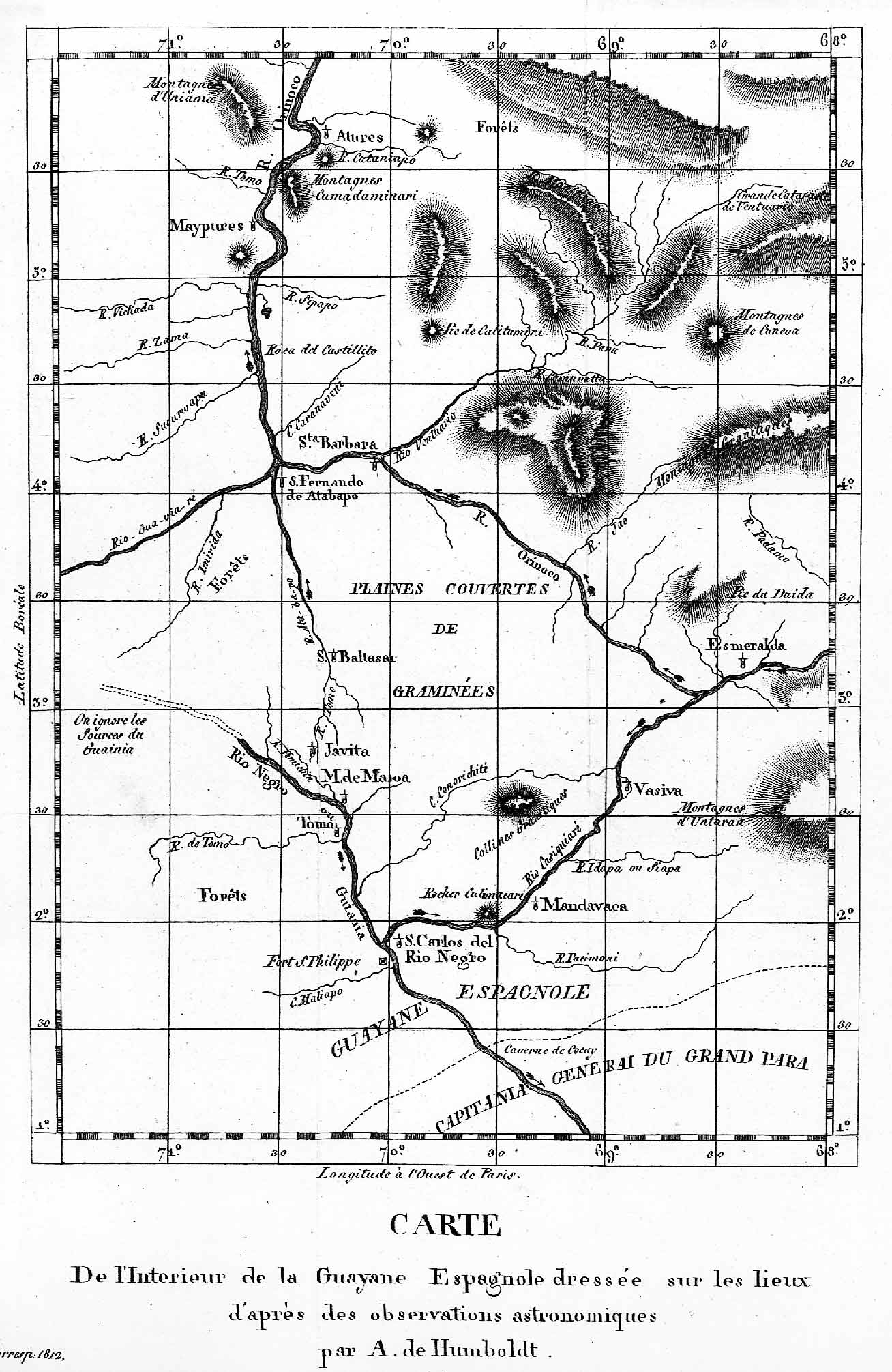
Мапа річки Касік'яре за Гумбольдтом

Оріно́ко (ісп. Orinoco, з мови племені тамануків — велика річка) — річка в Південній Америці, у Колумбії та Венесуелі.

## Основні характеристики
Довжина річки становить 2410 км. Площа басейну становить близько 1 млн км².
Ширина річки в середній течії становить 1—1,5 км, місцями до 3 км. Ширина річкової долини в середній течії — 3—10 км. Глибина річки в середній течії — 10—20 метрів.
Живлення переважно дощове. Розливи річки в нижній течії сягають 10—15 км та більше (до 22 км). У річному ході рівнів води добре виражений підйом у період із квітня по жовтень. У районі гирла річки Мета підйом води становить 8—10 м, біля міста Сьюдад-Болівар — 10—15 м, за іншими джерелами до 100 м.
Морські припливи поширюються вверх по річці до міста Сьюдад-Болівар — 400 км від гирла. Під час припливів підвищення рівня води сягає 2 м.
Пересічні витрати води на початку дельти становлять приблизно 29 тис. м³/с. Під час сильних паводків витрати становлять 50—55 тис. м³/с та більше, а в межень (з листопада по березень) — знижуються до 5—7 тис. м³/с.
Річний стік води становить 915 км³. Твердий стік річки за рік у середньому становить 45 млн т.

## Течія
Оріноко бере початок біля гори Дельгадо-Чальбауд на західному схилі хребта Серра-Паріма, на висоті 1047 м, у південній частині Гвіанського нагір'я. У верхів'ях має характер гірської річки з водоспадами висотою до 17 м. Через 80 км вона спускається до лісистої рівнини Гвіанської низовини та протікає до повороту на схід серед гірсько-погорбованої місцевості, обтікаючи до самої дельти північну частину Гвіанського плоскогір'я. Від впадіння річки Ґуав'яре по лівобережжю простягаються савани льянос. До гирла річки Мета Ориноко утворює низку порогів та бистрин.
Приймаючи численні притоки, Ориноко вже в середній течії перетворюється на могутню повноводну артерію. Річка тече широкою долиною, яка місцями, на виходах метаморфічних порід, звужується до кількох сотень метрів, утворюючи так звані ангостури. Останні з таких звужень розташовані біля міста Сьюдад-Болівар. Нижче міста Барранкас, за 200 км від гирла, починається простора річкова дельта площею 41 тис. км², що простягається по морському узбережжю приблизно на 300 км. Тут Ориноко поділяється на 36 рукавів та численні протоки. Головні рукави: крайній лівий Манамо, судноплавний Макарео та найбільший (шириною 15—20 км) крайній правий Бока-Гранде.

## Географія
Шлях Оріноко утворює широку еліпсоїдальну дугу навколо Гвіанського нагір'я; він розділений на чотири ділянки різної довжини, що приблизно відповідає поздовжній зональності в типової великої річки:
- Верхнє Оріноко — довжиною у 242 кілометри, від витоків до порогів Раудалес де Гуаґарібос, протікає через гірський ландшафт у північно-західному напрямку;
- Середнє Оріноко — довжиною в 750 кілометри, поділене на два сектори, перший із яких близько 480 кілометрів довжиною, в загальному тягнеться у західному напрямку аж до злиття з рр. Атабапо і Ґуав'яре на Сан-Фернандо-де-Атабапо; другий тече на північ близько 270 кілометрів уздовж Венесуельсько-Колумбійського кордону з флангів з обох боків найзахіднішого гранітного апвелінгу Гвіанського нагір'я, що перешкоджають розвитку заплаві в порогах Атурес поблизу злиття з р. Мета в Пуерто-Карреньйо
- Нижнє Оріноко — 959 кілометрів довжиною з добре розвиненою алювіальною рівниною, тече в північно-східному напрямку від порогів Атурес до П'якоа перед Баранкас;
- Дельта Амакуро — 200 кілометрів довжиною, що впадає в затоку Парія і Атлантичний океан, дуже велика дельта, близько 22 500 км² і 370 кілометрів у найширшому місці.

## Біфуркація
Для системи річки Ориноко характерне таке явище, як біфуркація річки, яке досить рідкісне у світі. Воно передбачає поєднання річкових басейнів. У верхній течії Ориноко, зліва від річки відділяється протока, яка несе свої води до річки Ріу-Негру, лівої притоки Амазонки. Ця протока називається Касік'яре. Через цю річку до системи Амазонки щорічно скидається 1/3 усіх вод Ориноко у її верхній течії.

## Фауна

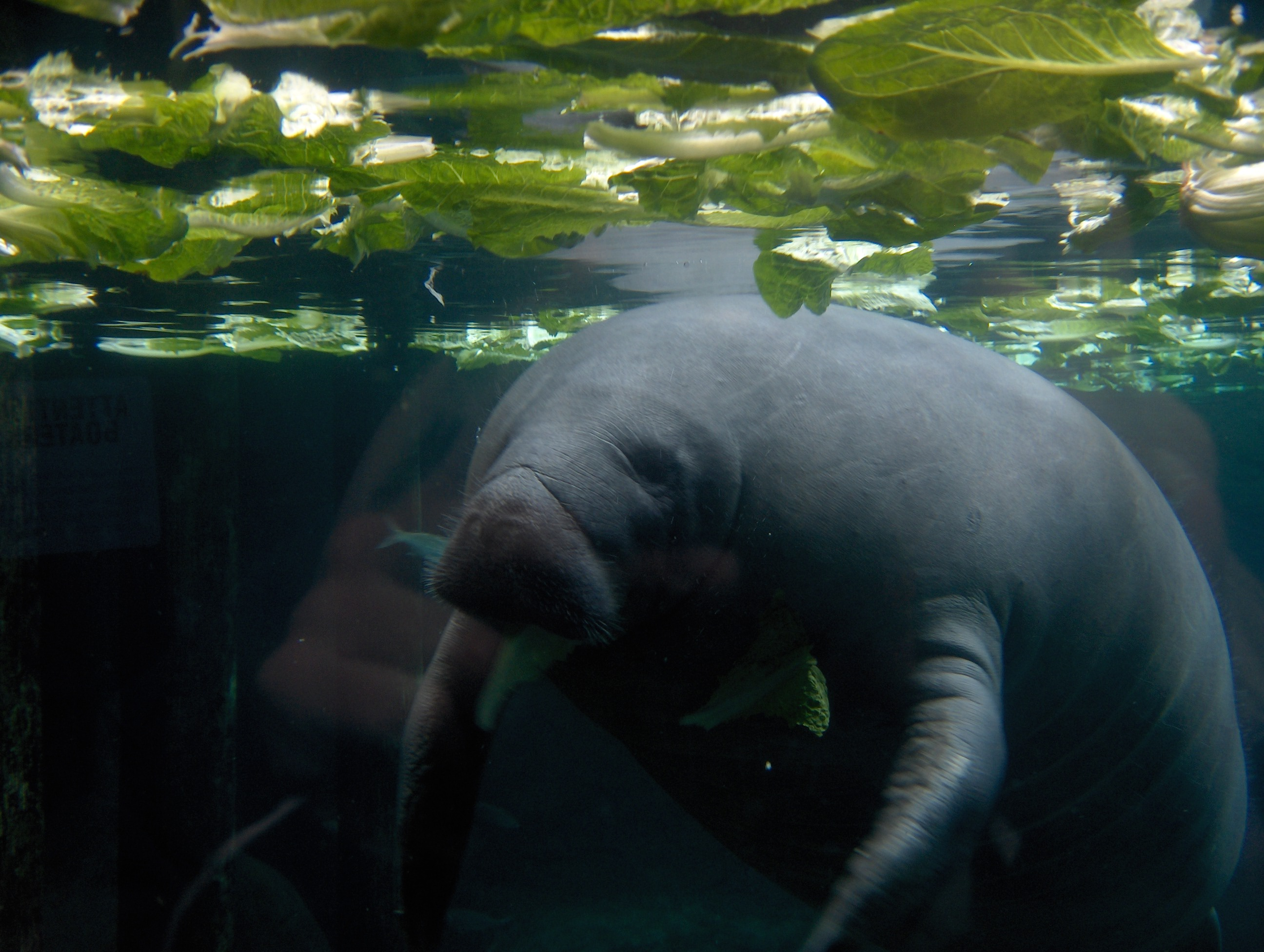
Ламантин

Річка відома своїми Амазонським дельфіном та Оринокським крокодилом, найрідкіснішим видом крокодилів. У водах річки водяться електричний вугор, риба-амфібія, піраньї, деякі види скатів, іноді зустрічається ламантин (сирени).

## Використання
Океанські судна піднімаються річкою до міста Сьюдад-Болівар — 435 км від гирла. Для забезпечення їхнього проходження річище Ориноко було поглиблене до 8-метрової гарантійної глибини. Річкові судна доходять до міста Пуерто-Аякучо, а в період дощів до гирла річки Ґуавьяре з переривами в районах порогів.
Праві притоки, які стікають з Гвіанського нагір'я, мають порожисті річища та для судноплавства придатні лише в нижніх течіях. Ліві притоки судноплавні більшу частину року. Загальна довжина судноплавних шляхів системи Ориноко — близько 12 тис. км.
На річці розташовані величезні (найбільші у світі) запаси бітумноземних пісків (важкої нафти).
Річки басейну мають значні гідроенергетичні ресурси. На річці Кароні створено каскад ГЕС.
Найбільші міста на річці: Санта-Барбара, Пуерто-Аякучо, Сьюдад-Болівар, Сьюдад-Гуаяна (Венесуела) та Пуерто-Карреньйо (Колумбія).

## Історія
У 1498 році Христофор Колумб під час своєї 3 мандрівки досяг одного із рукавів дельти Оріноко.
У 1531 році іспанський конкістадор Д. де Ордас вперше піднявся по Оріноко до гирла річки Мета.
У 1800 році німецький вчений Александер фон Гумбольдт разом із французьким ботаніком Е. Бонпланом встановили зв'язок між системами Оріноко та Амазонки.
У 1951 році були відкриті витоки Оріноко французько-венесуельською експедицією.